# Fantasie caste e nobili
Fantasie caste e nobili (The Fancies Chaste and Noble) è una commedia del drammaturgo inglese John Ford, composta probabilmente tra il 1635 ed il 1638.

## Trama
Ottavio, il marchese di Siena, tiene corte nel suo "pergolato delle fantasie", una sorta di accademia platonica composto da Clarella, Silvia e Flora, tre donne giovani, belle, nobili e caste note appunto come le "Fantasie". In città si vocifera che le tre siano in realtà l'amante del marchese. Intanto Livio, appena arrivato a corte, ha stretto amicizia con il nipote di Ottavio, Troylo Savelli. La sorella di Livio, Castamela, viene invitata a unirsi al pergolato delle fantasie, dove diventa oggetto dei sentimenti del marchese e del nipote. Troylo ha invitato Castamela a corte per liberarsi del suo pretendente Romanello, dato che il suo scopo è quello di diventare il marito della donna. In realtà si scopre che Clarella, Silvia e Floria non sono le amanti, ma le nipoti e protette di Octavia, e quindi Troylo non ha rivali a Siena nell'affetto di Castamela.
Il prodigo Fabricio, intanto, ha venduto la moglie Flavia a Julio, un ricco aristocratico. Flavia finge di abbracciare il tenore di vita del suo nuovo uomo, anche se è ancora innamorata del suo primo marito. Quando Fabricio si rende conto di quello che ha fatto l'umiliazione è tale che l'uomo rinuncia al mondo e prende i voti, una scelta che addolora ancora di più Flavia. La donna riceve anche la corte di altri due nobiluomini, Camillo e Vespucci, che hanno scommesso con suo fratello Romanello e Julio sull'onore della donna.

## Origini

### Fonti
Il saggio di Robert Burton L'anatomia della malinconia (1621) ha avuto una grande influenza su tutta l'opera di Ford e in particolare su Malinconia d'amanti e Fantasie caste e nobili. Nel terzo volume della sua opera Burton fa notare che in Italia è considerato disdicevole per le donne danzare con gli uomini in pubblico, con l'eccezione di Siene. Questa distinzione fatta da Burton ha probabilmente spinto Ford ad ambientare la sua commedia a Siena e la danza tra il barbiere Secco e la moglie Morosa nella seconda scena del secondo atto sembra rimarcare il legame con il saggio di Burton.

### Composizione e stampa
Non è noto precisamente quando Ford compose la commedia, anche se alcuni elementi suggeriscono tra il 1635 ed il 1638. Il frontespizio della prima edizione afferma che la commedia è stata messa in scena dalla compagnia degli uomini della regina Enrichetta ("Queen Henrietta's Men") al Teatro Phoenix o al Teatro Cocpit. I Queen Henrietta's Men occuparono il Cockpit dal 1625 al maggio 1636, quando una letale epidemia di peste bubbonica causò una lunga chiusura dei teatri londrinesi. Quando i teatri riaprirono nell'ottobre 1627, la compagnia della Regina Enrichestta si spostò al Salisbury Court Theatre e lasciò il Cockpit. Quindi alcuni accademici ritengono che l'opera sia stata probabilmente scritta tra il 1635 ed il 1636, durante l'epidemia, anche se altri sostengono che la genesi dell'opera risalga al 1631.
Fantasie caste e nobili fu pubblicata per la prima volta nel 1628, in un'edizione in quarto venduta da Henry Seile, che aveva curato la pubblicazione di Malinconia d'amanti nove anni prima. Come altre stampe delle opere di Ford, il frontespizio riporta il motto latino "Fide Honor", anagramma di "John Forde". Il volumetto era dedicato a Lord Randal MacDonnell, il primo marchese di Antrim e al visconte Dunluck.

## Commento
Il tema dell'amore platonico, centrale nella commedia di Ford, era di grande interesse nella corte di Carlo I ed Enrichetta Maria di Borbone-Francia. Il tema era molto presente in componimenti cortesi del periodo, tra cui le poesie di Sir John Suckling. Il modo in cui Ford sviluppò il soggetto dell'amore platonico, tuttavia, fu accolto severamente dai critici vittoriani, che criticarono la commedia per la sua grossolanità. In modo non insolito per opere teatrali del Rinascimento inglese, Fantasie caste e nobili rappresenta la virtù non tanto come un valore o un fattore assoluto, ma solo quando viene messa alla prova con sospetti e false accuse.